# ハマナスの花 (アルバム)
『ハマナスの花』（ハマナスのはな）は、Galileo Galileiのメジャーデビューミニアルバム。

## 解説
バンドにとっての通算2枚目のミニアルバム。このミニアルバムでメジャーデビューした。

## 収録曲
1. ハマナスの花 - 4:18
1stアルバム「パレード」に収録された。
KDDI「au LISMO!」CMソング。
2. 胸に手をあてて - 4:05
3. Answer - 5:35
4. フリーダム - 3:54
5. Ч・♂.P - 5:45
インストナンバー。
読みは「アメラブ」。上下逆から見るとアメラブの顔文字になっている。
6. ロックスター - 4:09

## 演奏
- 佐藤芳明：Piano (#4)
- Chima：Chorus (#4)
- 下川佳代：Chorus Arrangement (#4)